# 歌舞伎面谱综合征
歌舞伎化妆综合征（Kabuki syndrome）是一种罕见的染色体疾病，1981年由两位日本学者新川和黑木发现。目前报道的病例多见于日本。因患儿的面容酷肖日本传统的歌舞伎脸谱而得名。怪异的面容是该病的重要特征，患儿拥有向外延长的眼裂、扁平的鼻尖、鼻中隔短、大且突出的耳。另外，多数患儿有手骨、脊椎等骨骼畸形；手部尺侧箕形纹增密、指腹突出等异常的皮纹；智力障碍；发育迟缓。一些患者婴幼儿时容易感染，部分人还会有内脏畸形。